# فهرست گل‌های ملی لوئیجی ریوا

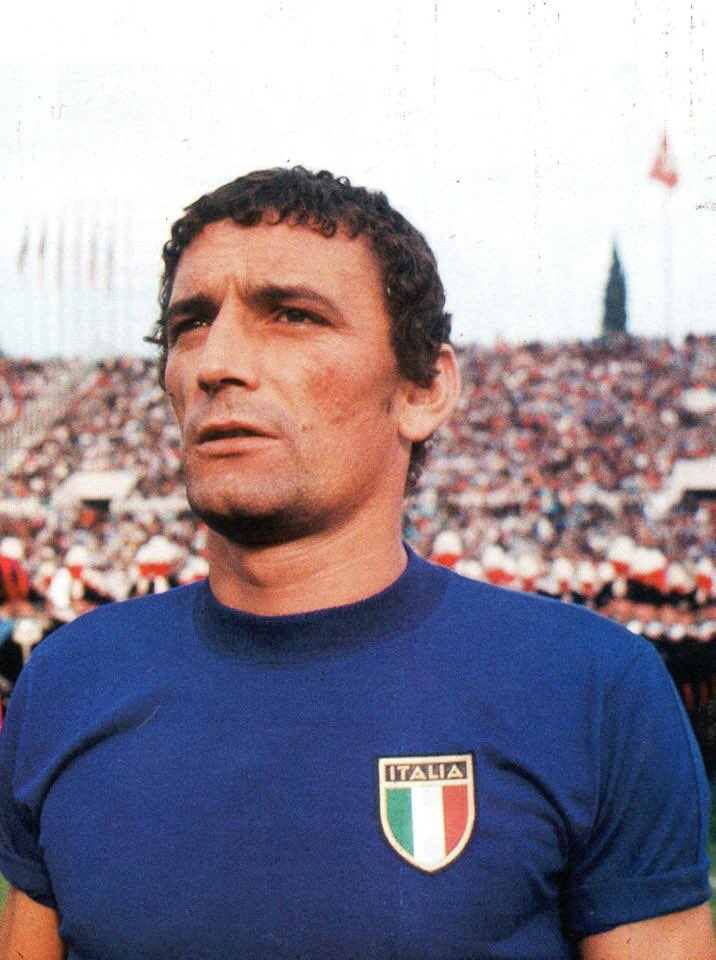
لوئیجی ریوا ۳۵ گل ملی برای ایتالیا به ثمر رساند.

لوئیجی ریوا مهاجم سابق اتحادیه فوتبال ایتالیا است که نماینده تیم ملی فوتبال ایتالیا بوده و بهترین گلزن تاریخ این کشور است.  ریوا از زمان اولین بازی برای ایتالیا مقابل مجارستان در ۲۷ ژوئن ۱۹۶۵، ۳۵ گل در ۴۲ بازی به ثمر رساند.  او نخستین گل ملی خود را در چهارمین بازی ملی خود برای کشورش در ۱ نوامبر ۱۹۶۷ به ثمر رساند، به عنوان بخشی از هت تریکی که در مقابل قبرس در جریان بازی مقدماتی جام ملت‌های اروپا ۱۹۶۸ به ثمر رساند.  ریوا آخرین بازی خود را برای ایتالیا در ۱۹ ژوئن ۱۹۷۴ در تساوی ۱-۱ مقابل آرژانتین در جام جهانی ۱۹۷۴ انجام داد. 
ریوا دومین هت تریک تیم ملی خود را در برد ۴-۱ مقابل ولز در مقدماتی جام جهانی ۱۹۷۰ به ثمر رساند.  او در مجموع ۶ بار مقابل لوکزامبورگ گلزنی کرد که بیشترین گل را مقابل هر تیمی به ثمر رساند.  در ۳۱ مارس ۱۹۷۳، او چهار گل مقابل لوکزامبورگ در جریان مقدماتی جام جهانی ۱۹۷۴ به ثمر رساند.   ریوا یک گل در جام ملت های اروپا ، سه گل در جام جهانی ، ۸ گل در بازی های دوستانه ، ۹ گل در مقدماتی جام ملت‌های اروپا و ۱۴ گل در مقدماتی جام جهانی به ثمر رساند. 
نخستین رقابت بین المللی ریوا جام ملت‌های اروپا ۱۹۶۸ بود، جایی که او گل افتتاحیه را در فینال به ثمر رساند و به ایتالیا کمک کرد تا مقابل یوگسلاوی ۲–۰ پیروز شود.  دو سال بعد، ریوا سه گل در جام جهانی ۱۹۷۰ به ثمر رساند،  دو بار در برابر مکزیک در پیروزی ۴-۱ در یک چهارم نهایی و یک گل در پیروزی ۴-۳ مقابل آلمان غربی در نیمه نهایی که در وقت اضافه بود .

## گل‌های ملی
| ‡ | نشان می دهد که گل از روی ضربه پنالتی به ثمر رسیده است |

| ت. | بازی | تاریخ           | میزبان                                            | رقیب       | زده | پایانی | رقابت                         | منبع  |
| -- | ---- | --------------- | ------------------------------------------------- | ---------- | --- | ------ | ----------------------------- | ----- |
| ۱  | ۴    | ۱ نوامبر ۱۹۶۷   | ورزشگاه سن ویتو-جیجی مارولا, کوزنتسا, ایتالیا     | قبرس       | ۰-۳ | ۰-۵    | مقدماتی جام ملت‌های اروپا ۱۹۶۸ | [ ۵ ] |
| ۲  | ۴    | ۱ نوامبر ۱۹۶۷   | ورزشگاه سن ویتو-جیجی مارولا, کوزنتسا, ایتالیا     | قبرس       | ۰-۴ | ۰-۵    | مقدماتی جام ملت‌های اروپا ۱۹۶۸ | [ ۵ ] |
| ۳  | ۴    | ۱ نوامبر ۱۹۶۷   | ورزشگاه سن ویتو-جیجی مارولا, کوزنتسا, ایتالیا     | قبرس       | ۰-۵ | ۰-۵    | مقدماتی جام ملت‌های اروپا ۱۹۶۸ | [ ۵ ] |
| ۴  | ۵    | ۱۸ نوامبر ۱۹۶۷  | ورزشگاه وانکدورف, برن, سوئیس                      | سوئیس      | ۱-۱ | ۲-۲    | مقدماتی جام ملت‌های اروپا ۱۹۶۸ | [ ۵ ] |
| ۵  | ۵    | ۱۸ نوامبر ۱۹۶۷  | ورزشگاه وانکدورف, برن, سوئیس                      | سوئیس      | ۲–۲ | ۲-۲    | مقدماتی جام ملت‌های اروپا ۱۹۶۸ | [ ۵ ] |
| ۶  | ۶    | ۲۳ دسامبر ۱۹۶۷  | ورزشگاه آمسیکورا, کالیاری, ایتالیا                | سوئیس      | ۰-۲ | ۰-۴    | مقدماتی جام ملت‌های اروپا ۱۹۶۸ | [ ۵ ] |
| ۷  | ۷    | ۱۰ ژوئن ۱۹۶۸    | ورزشگاه المپیک, رم, ایتالیا                       | یوگسلاوی   | ۰-۱ | ۰-۲    | جام ملت‌های اروپا ۱۹۶۸         | [ ۵ ] |
| ۸  | ۸    | ۲۳ اکتبر ۱۹۶۸   | نینان پارک, کاردیف, ولز                           | ولز        | ۰-۱ | ۰-۱    | مقدماتی جام جهانی ۱۹۷۰        | [ ۵ ] |
| ۹  | ۹    | ۱ ژانویه ۱۹۶۹   | ورزشگاه آزتکا, مکزیکوسیتی, مکزیک                  | مکزیک      | ۱-۱ | ۲-۳    | دوستانه                       | [ ۵ ] |
| ۱۰ | ۹    | ۱ ژانویه ۱۹۶۹   | ورزشگاه آزتکا, مکزیکوسیتی, مکزیک                  | مکزیک      | ۲-۳ | ۲-۳    | دوستانه                       | [ ۵ ] |
| ۱۱ | ۱۱   | ۲۹ مارس ۱۹۶۹    | ورزشگاه فردریش-لودویگ-جان, برلین شرقی, آلمان شرقی | آلمان شرقی | ۱-۱ | ۲-۲    | مقدماتی جام جهانی ۱۹۷۰        | [ ۵ ] |
| ۱۲ | ۱۱   | ۲۹ مارس ۱۹۶۹    | ورزشگاه فردریش-لودویگ-جان, برلین شرقی, آلمان شرقی | آلمان شرقی | ۲-۲ | ۲-۲    | مقدماتی جام جهانی ۱۹۷۰        | [ ۵ ] |
| ۱۳ | ۱۳   | ۴ نوامبر ۱۹۶۹   | ورزشگاه المپیک, رم, ایتالیا                       | ولز        | ۰-۱ | ۱-۴    | مقدماتی جام جهانی ۱۹۷۰        | [ ۵ ] |
| ۱۴ | ۱۳   | ۴ نوامبر ۱۹۶۹   | ورزشگاه المپیک, رم, ایتالیا                       | ولز        | ۱-۳ | ۱-۴    | مقدماتی جام جهانی ۱۹۷۰        | [ ۵ ] |
| ۱۵ | ۱۳   | ۴ نوامبر ۱۹۶۹   | ورزشگاه المپیک, رم, ایتالیا                       | ولز        | ۱-۴ | ۱-۴    | مقدماتی جام جهانی ۱۹۷۰        | [ ۵ ] |
| ۱۶ | ۱۴   | ۲۲ نوامبر ۱۹۶۹  | ورزشگاه سن پائولو, ناپل, ایتالیا                  | آلمان شرقی | ۰-۳ | ۰-۳    | مقدماتی جام جهانی ۱۹۷۰        | [ ۵ ] |
| ۱۷ | ۱۵   | ۲۱ فوریه ۱۹۷۰   | ورزشگاه سانتیاگو برنابئو, مادرید, اسپانیا         | اسپانیا    | ۰-۲ | ۲-۲    | دوستانه                       | [ ۶ ] |
| ۱۸ | ۱۶   | ۱۰ مه ۱۹۷۰      | ورزشگاه دا لوز, لیسبون, پرتغال                    | پرتغال     | ۰-۱ | ۱-۲    | دوستانه                       | [ ۶ ] |
| ۱۹ | ۱۶   | ۱۰ مه ۱۹۷۰      | ورزشگاه دا لوز, لیسبون, پرتغال                    | پرتغال     | ۰-۲ | ۱-۲    | دوستانه                       | [ ۶ ] |
| ۲۰ | ۲۰   | ۱۴ ژوئن ۱۹۷۰    | ورزشگاه نمسیو دیس, تولوکا, مکزیک                  | مکزیک      | ۱-۲ | ۱-۴    | جام جهانی فوتبال ۱۹۷۰         | [ ۶ ] |
| ۲۱ | ۲۰   | ۱۴ ژوئن ۱۹۷۰    | ورزشگاه نمسیو دیس, تولوکا, مکزیک                  | مکزیک      | ۱-۴ | ۱-۴    | جام جهانی فوتبال ۱۹۷۰         | [ ۶ ] |
| ۲۲ | ۲۱   | ۱۷ ژوئن ۱۹۷۰    | ورزشگاه آزتکا, مکزیکوسیتی, مکزیک                  | آلمان غربی | ۲-۳ | ۳-۴    | جام جهانی فوتبال ۱۹۷۰         | [ ۶ ] |
| ۲۳ | ۲۶   | ۹ اکتبر ۱۹۷۱    | ورزشگاه سن سیرو, میلان, ایتالیا                   | سوئد       | ۰-۱ | ۰-۳    | مقدماتی جام ملت‌های اروپا ۱۹۷۲ | [ ۶ ] |
| ۲۴ | ۲۶   | ۹ اکتبر ۱۹۷۱    | ورزشگاه سن سیرو, میلان, ایتالیا                   | سوئد       | ۰-۳ | ۰-۳    | مقدماتی جام ملت‌های اروپا ۱۹۷۲ | [ ۶ ] |
| ۲۵ | ۳۰   | ۱۳ مه ۱۹۷۲      | ورزشگاه کینگ بودوئن, بروکسل, بلژیک                | بلژیک      | ۲–۱ | ۱-۲    | مقدماتی جام ملت‌های اروپا ۱۹۷۲ | [ ۶ ] |
| ۲۶ | ۳۱   | ۲۰ سپتامبر ۱۹۷۲ | ورزشگاه مونوجی پاله, تورین, یتالیا                | یوگسلاوی   | ۰-۱ | ۱-۳    | دوستانه                       | [ ۶ ] |
| ۲۷ | ۳۲   | ۷ اکتبر ۱۹۷۲    | ورزشگاه جسی بارتل, شهر لوکزامبورگ, لوکزامبورگ     | لوکزامبورگ | ۰-۲ | ۰-۴    | مقدماتی جام جهانی ۱۹۷۴        | [ ۶ ] |
| ۲۸ | ۳۲   | ۷ اکتبر ۱۹۷۲    | ورزشگاه جسی بارتل, شهر لوکزامبورگ, لوکزامبورگ     | لوکزامبورگ | ۰-۳ | ۰-۴    | مقدماتی جام جهانی ۱۹۷۴        | [ ۶ ] |
| ۲۹ | ۳۶   | ۳۱ مارس ۱۹۷۳    | ورزشگاه لوئیجی فراری, جنوآ, ایتالیا               | لوکزامبورگ | ۰-۱ | ۰-۵    | مقدماتی جام جهانی ۱۹۷۴        | [ ۶ ] |
| ۳۰ | ۳۶   | ۳۱ مارس ۱۹۷۳    | ورزشگاه لوئیجی فراری, جنوآ, ایتالیا               | لوکزامبورگ | ۰-۲ | ۰-۵    | مقدماتی جام جهانی ۱۹۷۴        | [ ۶ ] |
| ۳۱ | ۳۶   | ۳۱ مارس ۱۹۷۳    | ورزشگاه لوئیجی فراری, جنوآ, ایتالیا               | لوکزامبورگ | ۰-۴ | ۰-۵    | مقدماتی جام جهانی ۱۹۷۴        | [ ۶ ] |
| ۳۲ | ۳۶   | ۳۱ مارس ۱۹۷۳    | ورزشگاه لوئیجی فراری, جنوآ, ایتالیا               | لوکزامبورگ | ۰-۵ | ۰-۵    | مقدماتی جام جهانی ۱۹۷۴        | [ ۶ ] |
| ۳۳ | ۳۷   | ۹ ژوئن ۱۹۷۳     | ورزشگاه المپیک, رم, ایتالیا                       | برزیل      | ۰-۱ | ۰-۲    | دوستانه                       | [ ۶ ] |
| ۳۴ | ۳۸   | ۲۹ سپتامبر ۱۹۷۳ | ورزشگاه سن سیرو, میلان, ایتالیا                   | سوئد       | ۰-۲ | ۰-۲    | دوستانه                       | [ ۶ ] |
| ۳۵ | ۳۹   | ۲۰ اکتبر ۱۹۷۳   | ورزشگاه المپیک, رم, ایتالیا                       | سوئیس      | ۰-۲ | ۰-۲    | مقدماتی جام جهانی ۱۹۷۴        | [ ۶ ] |

## آمار بازی‌ها
| ایتالیا | ایتالیا | ایتالیا |
| سال     | بازی    | گل      |
| ------- | ------- | ------- |
| ۱۹۶۵    | ۱       | ۰       |
| ۱۹۶۶    | ۱       | ۰       |
| ۱۹۶۷    | ۴       | ۶       |
| ۱۹۶۸    | ۲       | ۲       |
| ۱۹۶۹    | ۶       | ۸       |
| ۱۹۷۰    | ۱۰      | ۶       |
| ۱۹۷۱    | ۳       | ۲       |
| ۱۹۷۲    | ۶       | ۴       |
| ۱۹۷۳    | ۷       | ۷       |
| ۱۹۷۴    | ۲       | ۰       |
| مجموع   | ۴۲      | ۳۵      |